# Principio acusatorio
El principio acusatorio es un elemento fundamental en un Estado de Derecho según el cual no se puede condenar en un juicio a un procesado por algo distinto de lo que se le ha acusado. De esta forma, el juez queda imposibilitado para, de oficio, buscar o indagar en la criminalidad de los hechos enjuiciados, pudiendo solo limitarse a "escuchar" a ambas partes y tomar una decisión lo más objetiva posible.

## El Principio acusatorio en España
En España, deriva directamente del artículo 24 de la Constitución Española. Deriva de los derechos fundamentales de la tutela judicial efectiva y el proceso debido.
Este principio impide que la Administración de Justicia, el poder judicial en el Estado, sea utilizado de forma interesada y manipulada al antojo de poderosos e influyentes, dando lugar a abusos de poder. De lo contrario, si a un acusado se le imputan unos delitos determinados, un juez "comprado/manipulado" podría condenarlo por algo distinto, lo cual daría lugar a abusos, indefensiones,etc. 
Esta serie de garantías junto a otros derechos fundamentales, son el corazón del sistema judicial, que protege a los ciudadanos, evita abusos y manipulaciones y crea las bases de una convivencia saludable.